# Erich Mende
Erich Mende (ur. 28 października 1916 w Strzelcach Opolskich, zm. 6 maja 1998 w Bonn) – niemiecki prawnik i polityk, wicekanclerz i minister ds. wewnątrzniemieckich (1963–1966).

## Życiorys
Urodził się w rodzinie górnośląskiego nauczyciela i samorządowca związanego z partią Centrum. W młodości był związany z katolicką organizacją „Quickborn”. W latach 1938–1945 służył w Wehrmachcie (m.in. jako wicekomendant Śląskiego Regimentu Piechoty nr 102), stacjonował w Polsce. Po zakończeniu wojny znalazł się w strefie brytyjskiej i rozpoczął studia prawnicze na Uniwersytetach w Kolonii i Bonn. W 1948 zdał państwowy egzamin na prawnika, a rok później obronił pracę doktorską pod tytułem „Immunitet parlamentarny w Niemieckiej Republice Federalnej i innych krajach”.
Podjął pracę jako politolog na Uniwersytecie w Bonn.
W 1946 przystąpił do FDP (co po latach motywował przypadkiem lub oportunizmem), został wybrany w skład jej zarządu w brytyjskiej strefie okupacyjnej. Od 1949 zasiadał w zarządzie federalnym FDP, a w latach 1960–1968 był przewodniczącym partii. Zaliczał się do przeciwników Konrada Adenauera, opowiadając się m.in. za przystępowaniem FDP do lokalnych i regionalnych koalicji z SPD. Zasiadał w Radzie Miejskiej Opladen (1948–1950), następnie był w latach 1949–1980 posłem do Bundestagu, gdzie stał na czele Klubu Poselskiego FDP (1949–1951; 1952–1953; 1957–1963).
W 1963 został mianowany wicekanclerzem i ministrem ds. wewnątrzniemieckich w rządzie Ludwiga Erharda (funkcje pełnił do 1966). Po zawarciu przez rząd Brandta tzw. traktatów wschodnich w 1970 przeszedł do frakcji CDU-CSU, następnie został członkiem CDU. Przez lata opowiadał się za rehabilitacją żołnierzy Wehrmachtu oraz niemieckich odznaczeń militarnych. Po odejściu z rządu pracował w Investors Overseas Services (IOS), następnie w spółce Bonnfinanz.
Uhonorowany Krzyżem Żelaznym II i I Klasy (1939), Złotym Krzyżem Niemieckim (1942), Krzyżem Rycerskim Krzyża Żelaznego (1945), Wielkim Krzyżem Orderu Zasługi Republiki Federalnej Niemiec.
Był dwukrotnie żonaty, miał trzech synów i córkę. Najstarszy syn Walter Mende był burmistrzem Leverkusen z ramienia SPD (1994–1998).

## Wybrane publikacje
- Das parlamentarische Immunitätsrecht in der Bundesrepublik Deutschland und ihren Ländern, Dissertation, Köln, 1950.
- Staatspolitische Aufsätze, Bonn, 1952.
- Die FDP – Daten, Fakten, Hintergründe, Stuttgart, 1972.
- Bilanz aus der Distanz. Ist der Parlamentarismus in einer Krise?, Hamburg, 1981.
- Das verdammte Gewissen. Zeuge der Zeit 1936–1945, Herbig 1982.
- Die neue Freiheit. Zeuge der Zeit 1945–1961, Herbig 1984.
- Von Wende zu Wende. Zeuge der Zeit 1962–1982, Herbig 1986.
- Der Annaberg und das deutsch-polnische Verhältnis, 2. Aufl., 1994